# Joan Baptista Roca Mora
Joan Baptista Roca Mora (Palma, s. XVIII - 1803), jurista mallorquí.

## Biografia
Fill del notari Guillem Roca Poderós, estudià al col·legi de Montisión de Palma i a la Universitat Literària de Mallorca, on es doctorà en dret civil i canònic. Es va casar el 1749 amb Aina Pol Gamundí, de família acomodada de Binissalem. Advocat de presos de fe, el 1745 sol·licità la plaça d'advocat fiscal del Sant Ofici. Fou consultor del Sant Ofici i jutge d'apel·lacions del Consolat de Mar.
El 1767 va formar part de la comissió encarregada d'embargar els béns als jesuïtes expulsats. Les seves obres són de caràcter jurídic i antilul·lista. Va ser un aferrissat contrari de les doctrines de Ramon Llull, rebatent els fulletons dels lul·listes i publicant poemes i epístoles. El 1768, en morir Joan Antoni Artigues, fou nomenat per a succeir-lo com oIdor de l'Audiència de Mallorca. Ocupà el càrrec 27 anys, fins a jubilar-se el 1795. Fou reemplaçat per Lleonard Oliver.
Va arribar a ser l'oïdor degà de l'Audiència. Com els altres jutges de l'administració borbònica de Mallorca, tampoc va ascendir a places superiors fora de l'illa. Tots o van morir en el càrrec o es van jubilar en ell. El 1776 el conseller d'Índies Lanz de Casafonda escrivia al secretari de Gràcia i Justícia que no convenia destinar-lo a Barcelona donada la seva postura antijesuitica i antilul·lista i "a més que tot i que el fessin conseller de Castella no deixaría la seva pàtria, alçant la casa i portant la família a altres països que miren els mallorquins com estrangers ". Va ser reemplaçat per Lleonard Oliver. Com oïdor degà va ser president de la Junta de Cabals Comuns. Va ser fundador de la Societat Econòmica mallorquina d'Amics del País, membre de la Reial Acadèmia de Bones Lletres de Barcelona i autor de diverses al·legacions jurídiques impreses. Com a conseqüència de les seves activitats polèmiques, va passar els últims anys de la seva vida marginat de la societat mallorquina i enemistat amb la seva família.